# José María Fontana
José María Fontana Tarrats (Reus, 27 de noviembre de 1911-Sangenjo, 12 de agosto de 1984) fue un político e intelectual español. Colaborador cofundador de las revistas Azor y Destino, fue militante falangista desde temprana edad. Durante la dictadura franquista llegó a ser miembro del Consejo Nacional de FET y de las JONS, gobernador civil de Granada y procurador en las Cortes franquistas, entre otros cargos.

## Biografía
Nació en 1911, en el seno de una familia de comerciantes textiles y agrícolas enraizados en Reus y comarca; sus abuelos fundaron la "Industrial Harinera" y la "Fabril Algodonera", y su padre fue comerciante de aceite y frutos secos. 
Marchó a Barcelona a estudiar Comercio, y allí entró en contacto con los vanguardias literarios del grupo de Luys Santa Marina. Estos intelectuales, representados en la revista Azor, compartían las necesidades de regenerar España y se reunían en las tertulias literarias de la cafetería barcelonesa «El oro del Rhin», en la esquina de Gran Vía con Rambla Cataluña. 
Fontana, que llegó a militar en las Juntas de Ofensiva Nacional-Sindicalista (JONS), se afiliaría posteriormente en Falange.
Implicado en la trama del Golpe de Estado de julio de 1936 en Tarragona, tras el fracaso de la rebelión en Cataluña hubo de huir. Pasó a Francia y lograría pasar a la zona sublevada, logrando llegar a Burgos. Fue uno de los fundadores de la revista Destino, órgano de expresión para la intelectualidad catalana refugiada en la «zona nacional» durante la guerra civil. En el transcurso de la contienda llegó a tomar participar en algunos combates.
Hacia el final de la contienda fue nombrado jefe provincial de FET y de las JONS en Tarragona. Durante su esta etapa emprendió una importante labor en el establecimiento y desarrollo de los Sindicatos Verticales en la provincia de Tarragona. Considerado un buen organizador, entre 1943 y 1947 desempeñó el cargo de gobernador civil —y jefe provincial del «Movimiento»— en la provincia de Granada. Además de estos cargos, fue miembro del Consejo Nacional de FET y de las JONS, así como procurador en las Cortes franquistas entre 1943 y 1955. También sería jefe del Sindicato Nacional de Textil hasta 1954.

## Pensamiento
Fontana mantuvo una visión crítica con el carácter centralista del nacionalismo español. Ya en 1933 se manifestaba contrario respecto al «españolismo homogeneizador», que a su juicio «sólo haría crecer el separatismo». En ese sentido, llegó a defender la tesis de un federalismo sustancial como forma de organización político-administrativa, y la doble capitalidad de Madrid y Barcelona. El historiador Ismael Saz ha venido en considerar los planteamientos de José María Fontana como un catalanismo falangista. Por otro lado, durante los tiempos de la Segunda República también fue crítico con las políticas de la Generalidad de Cataluña.
En 1977 se manifestaría en estos términos respecto a la política del Régimen franquista y la política autónomica de la Transición:

Ya en 1940 deslizamos la observación de que subsistía el problema y eran inoperantes las seudosoluciones adoptadas después de la guerra civil [...] Por desgracias fuimos profetas, y en 1976 ha explotado el llamado problema regionalista por causa y culpa, previsibles, de una falsa política, de los titubeos y de las lamentables equivocaciones producidas [...] Porque los errores de 1939-1975 son hoy sustituidos por las «soluciones», ya ensayadas y fracasadas, del estatutismo republicano de 1931-1936 [...] Los hechos difernciales no son hechos justificativos de nacionalidad y menos de separación. De ahí el tremendo error cometido coactivamente contra los hechos diferenciales naturales y apolíticos. La unidad no es uniformidad ni es centralismo. La unidad es un hecho tan natural como la variedad, y en defensa de tales doctrinas estuvimos los falangistas, apoyados en la doctrina joseantoniana, desconocida, desdeñada y hasta oscurecida por algunos miembros centristas de los gobiernos de los últimos cuarenta años, con la penosa y lamentable cosecha que hoy estamos recogiendo.

Fontana también se posicionó en contra de la infravaloración de las lenguas regionales, algo de lo que responsabilizaba a los «monárquicos de camisa azul».

## Obras
- Destino y Constitución de España, 1945.
- Los catalanes en la guerra de España, 1951.
- La lucha por la industrialización de España, 1953.
- En el Pirineo se vive de pie, 1953.
- Sobre economía textil. Historia, estructura, dinámica, 1954.
- Defensa y crítica del comercio, 1965.
- Abel en tierra de Cain. El separatismo y el problema agrario hoy, 1968.
- Dos trenes se cruzan en Reus, 1979.
- Franco. Radiografía del personaje para sus contemporáneos, 1979.